# لوئی گریگوری
لوئی جورج گریگوری (متولد۶ ژوئن ۱۸۷۴، در چارلستون، کارولینای جنوبی؛ درگذشت ۳۰ ژوئیه ۱۹۵۱، در الیوت، مین) یکی از پیروان شناخته شده دیانت بهائی بود. او به ویژه در جنوب ایالت متحده سفر کرد تا در مورد دیانت بهائی اطلاع‌رسانی کند. در سال ۱۹۲۲ او اولین آمریکایی آفریقایی‌تبار بود که به عنوان یکی از ۹ عضو محفل روحانی ملی ایالات متحده و کانادا انتخاب شد. او بارها و بارها به این سمت انتخاب شد.
گریگوری پس از مرگ توسط شوقی افندی در سال ۱۹۵۱ به عنوان یکی از ایادیان امرالله، بالاترین درجه انتصابی در آیین بهائی منصوب شد.

## کودکی
لوئی جورج در ۶ ژوئن ۱۸۷۴ در چارلستون متولد شد. او پسر دوم ابنیزر اف و مری الیزابت جورج، سیاه‌پوستان آمریکایی برده‌ای بود که در طول جنگ داخلی آزاد شدند. مادرش مری الیزابت، دختر مری بیکو، یک آفریقایی برده، و ارباب سفیدپوست او، جورج واشینگتن دارگان از مزارع راف فورک در دارلینگتون، کارولینای جنوبی بود. وقتی لویی چهار ساله بود، پدرش ابنزر درگذشت. او و مادرش برای زندگی نزد پدربزرگ پدری خود، آهنگر موفقی رفتند. وقتی لویی هفت ساله بود، شاهد کشتن پدربزرگش توسط سفیدپوشان که به موفقیت او حسادت می‌کردند بود.
لوئیس گریگوری تحصیلات ابتدایی خود را در انستیتوی آوری، اولین مدرسه دولتی که برای کودکان آمریکایی آفریقایی‌تبار و سفیدپوست در چارلستون آزاد بود گذراند. جورج و مری الیزابت بچه می‌خواستند، اما بسیاری از فرزندانشان را در نوزادی از دست دادند. مری الیزابت در سال ۱۸۹۱، سه ماه پس از زایمان درگذشت. آن نوزاد به زودی پس از تولد فوت کرد. برادر بزرگتر گریگوری، تئودور نیز در همان سال درگذشت. با این وجود گریگوری از انستیتوی آوری فارغ‌التحصیل شد و سخنرانی فارغ‌التحصیلی‌اش را با عنوان «تو برای خودت تنها زندگی نمی‌کنی» ایراد کرد.

## اعتقاد به دیانت بهائی

### آشنایی با آئین بهائی
گریگوری در وزارت خزانه‌داری با توماس اچ گیبس ملاقات کرد و با او دوستی نزدیک برقرار کرد. گیبس، گرچه خود بهائی نبود، اما اطلاعات مربوط به این دین را با گریگوری در میان گذاشت و گریگوری در سال۱۹۰۷، در سخنرانی لوآ گتسینگر، بهائی برجسته شرکت کرد. در آن جلسه وی با پائولین هانن و همسرش ملاقات کرد که طی دو سال بعدی او را به بسیاری از جلسات دیگر دعوت کردند. گریگوری که از مسیحیت سرخورده شده بود تحت تأثیر آئین بهائی قرار گرفت. از جمله کتاب‌هایی که گریگوری در آن زمان دربارهٔ این آیین مطالعه کرد، یکی از چاپ‌های اولیه کتاب "کلمات مکنونه" بود. این جلسات آشنایی با آئین بهائی در بین افراد فقیر در یک مدرسه برگزار می‌شد و دیدگاه بهائی دربارهٔ کتاب مقدس و نبوت مسیحی که چارچوبی برای اصلاح جامعه ارائه می‌کرد او را بسیار تحت تأثیر قرار داد. در حالی که هانن‌ها در سال ۱۹۰۹ به دیدار عبدالبهاء، رهبر بهائیان در آن زمان، در فلسطین رفتند. گریگوری وزارت خزانه‌داری را ترک کرد و در واشینگتن دی سی کسب و کار خود را شروع کرد. وقتی که هانن‌ها از سفر بازگشتند، گریگوری شرکت در جلسات دینی را که در آن زمان در واشینگتن دی سی تعدادشان در حال رشد بود از سر گرفت. در ۲۳ ژوئیه ۱۹۰۹، گریگوری به خانوادهٔ هانن نوشت که خود را پیرو آیین بهائی می‌داند.

### اولین اقدامات
گریگوری شروع به تشکیل جلسات بهائی کرد از جمله جلساتی که زیر نظر انجمن ادبی و تاریخی بیتل برگزار می‌شد، یک سازمان متعلق به سیاه‌پوستان که قبلاً خودش رئیس آن بود. او همچنین به عبدالبهاء نامه نوشت. عبدالبهاء در پاسخ به او گفت که انتظارات زیادی از گریگوری در مباحث مربوط به روابط نژادی دارد. گریگوری در نوامبر ۱۹۰۹ نامه ای از عبدالبهاء دریافت کرد که در آن عبدالبهاء آرزو کرده بود که او وسیله‌ای برای اتحاد نژاد سیاه و سفید شود.
در سال ۱۹۱۰ گریگوری کارش به عنوان وکیل را رها کرد و یک دوره طولانی خدمت را آغاز کرد. او برای انتشار آموزه‌های بهائی شروع به سفر کرد و در مورد موضوع وحدت نژادی می‌نوشت و سخنرانی می‌کرد.
گرگوری سفر طولانی‌ای را در جنوب ایالات متحده آغاز کرد. او به ریچموند، ویرجینیا، دورهام و نقاط دیگری در کارولینای شمالی؛ چارلستون، کارولینای جنوبی مکون، جورجیا، سفر کرد و در مورد آئین بهائی اطلاع‌رسانی کرد.

### زیارت
در اواخر سال ۱۹۱۰ عبدالبهاء از گریگوری دعوت کرد تا به زیارت برود. گریگوری در ۲۵ مارس ۱۹۱۱ از شهر نیویورک با کشتی عازم این سفر شد. او از طریق اروپا از طریق زمینی به فلسطین و مصر سفر کرد. گریگوری در فلسطین با عبدالبهاء ملاقات کرد و در آنجا از آرامگاه بهاءالله و آرامگاه باب نیز بازدید کرد. در مصر با شوقی افندی ملاقات کرد. زمانی که در خاورمیانه بود، با عبدالبهاء و سایر زائران در مورد مسائل نژادی در ایالات متحده بحث کرد. عبدالبهاء معتقد بود بین نژادها تفاوتی وجود ندارد. در این مدت، عبدالبهاء گریگوری و لوئیزا متیو، یک زائر سفیدپوست انگلیسی را تشوق کرد تا با یکدیگر آشنا شوند.
گرگوری پس از ترک مصر، به آلمان سفر کرد و در آنجا در جلسات با حضور بهائیان و دوستانشان سخنرانی کرد. هنگامی که به ایالات متحده بازگشت، همچنان به سفر کردن (عمدتاً در جنوب ایالات متحده) برای معرفی آیین بهائی ادامه داد.

### ۱۹۱۲
عبدالبهاء در موارد متعددی از زحمات گریگوری تشکر کردند. اولین مورد در ۲۳ آوریل ۱۹۱۲ بود که ایشان در چندین رویداد شرکت کردند. ابتدا در دانشگاه هوارد در حضور بیش از هزار نفر از دانشجویان، اساتید، مدیران و مهمان صحبت کرد. بزرگداشت این رویداد در سال ۲۰۰۹ برگزار شد عبدالبهاء همچنین در ضیافتی که توسط وزیر امور خارجه و سفیر ترکیه برگزار شد، شرکت کرد. در این مهمانی، عبدالبهاء چیدمان میز و صندلی‌ها را جابه‌جا کرد تا گریگوری، تنها آمریکایی آفریقایی‌تبار بتواند سر میز کنار او بنشیند.
عبدالبهاء در انجمن ادبی و تاریخی بتل که گریگوری مدتها در فعالیت‌های آن مشارکت داشت و مدیریت آن را بر عهده داشت سخنرانی کرد.
کمی بعد تر در ژوئن، عبدالبهاء در کنوانسیون ملی NAACP در شیکاگو سخنرانی کرد. وب دو بویس در کتاب The Crisi این رویداد را گزارش کرده‌است.

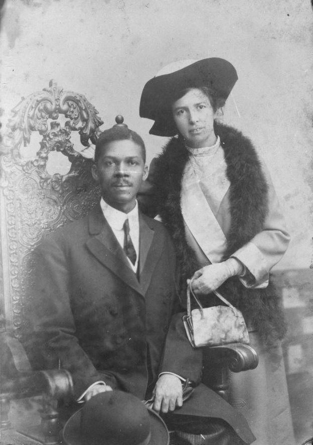
لویی جی و لوئیزا متیو گرگوری

گرگوری و لوئیزا متیو بیشتر یا یکدیگر آشنا شده بودند. آنها در ۲۷ سپتامبر ۱۹۱۲ با یکدیگر ازدواج کردند. ازدواج آن‌ها نخستین ازدواج بهائی بین نژادی شناخته می‌شود.
زمانی که لوئیزا، گریگوری را در سفرهایش در نقاط مختلف ایالات متحده همراهی می‌کرد، آن دو با طیف وسیعی از واکنش‌های متفاوت روبرو شدند. ازدواج بین نژادی در آن زمان در اکثر ایالت‌های این کشور غیرقانونی بود یا هنوز به رسمیت شناخته نشده بود.
در سال ۱۹۲۲ گریگوری اولین آمریکایی آفریقایی‌تبار بود که به عضویت محفل روحانی ملی ایالات متحده و کانادا انتخاب شد. او همچنین در سال‌های ۱۹۲۴، ۱۹۲۷، ۱۹۳۲، ۱۹۳۴ و ۱۹۴۶ به عضوات این محفل انتخاب شد. مکاتبات و فعالیت‌های او اغلب در روزنامه‌های محلی در ایالات متحده و فراتر از آن پوشش داده می‌شد.
در پاسخ به دعوت شوقی افندی برای متحقق ساخن اهداف الواح نقشه ملکوتی، جامعه بهائی ایالات متحده برنامه‌هایی ترتیب داد. در این راستا گریگوری و همسرش لوئیزا در سال ۱۹۳۴ برای انتشار آئین بهائی به هائیتی مهاجرت کردند.

### سال‌های پایانی زندگی
در دسامبر ۱۹۴۸، گریگوری هنگام بازگشت از مراسم تشییع جنازه یکی از دوستانش دچار سکته مغزی شد. وضع سلامت همسرش نیز مساعد نبود و این زوج سفرهایشان را کم کردند. آنها در مدرسه بهائی گرین آکر در الیوت، مین زندگی می‌کردند. گرگوری در سالهای ۱۹۵۰–۱۹۵۱ با قاضی دادگاه منطقه ای ایالات متحده، جولیوس واتیس وارینگ و همسرش مکاتبه داشت.
گریگوری در هفتاد و هفت سالگی در ۳۰ ژوئیه ۱۹۵۱ درگذشت. او در گورستانی در نزدیکی مدرسه بهائی گرین آکر به خاک سپرده شده‌است.

## میراث و افتخارات
گریگوری از اولین افرادی بود که توسط شوقی افندی به مقام ایادی امرالله منصوب شد.

## یادداشت
1. ↑  "Mr. Louis George Gregory House #49". DC Baháʼí Tour 2012. 2012. Archived from the original on May 22, 2014. Retrieved May 21, 2014.
2. ↑  Morrison, Gayle (1982). To move the world: Louis G. Gregory and the advancement of racial unity in America. Wilmette, Ill: Baháʼí Publishing Trust. ISBN 0-87743-188-4.
3. ↑  Venters, Louis E. , the III (2010). Most great reconstruction: The Baha'i faith in Jim Crow South Carolina, 1898-1965 (Thesis). Colleges of Arts and Sciences University of South Carolina. ISBN 978-1-243-74175-2. UMI Number: 3402846.
4. ↑  Venters, Louis E. , the III (2010). Most great reconstruction: The Baha'i faith in Jim Crow South Carolina, 1898-1965 (Thesis). Colleges of Arts and Sciences University of South Carolina. ISBN 978-1-243-74175-2. UMI Number: 3402846.
5. ↑  Morrison, Gayle (1982). To move the world: Louis G. Gregory and the advancement of racial unity in America. Wilmette, Ill: Baháʼí Publishing Trust. ISBN 0-87743-188-4.
6. ↑  Morrison, Gayle (1982). To move the world: Louis G. Gregory and the advancement of racial unity in America. Wilmette, Ill: Baháʼí Publishing Trust. ISBN 0-87743-188-4.
7. ↑  Morrison, Gayle (1982). To move the world: Louis G. Gregory and the advancement of racial unity in America. Wilmette, Ill: Baháʼí Publishing Trust. ISBN 0-87743-188-4.
8. ↑  Morrison, Gayle (1982). To move the world: Louis G. Gregory and the advancement of racial unity in America. Wilmette, Ill: Baháʼí Publishing Trust. ISBN 0-87743-188-4.
9. ↑  "Mr. Louis G. Gregory..." The Appeal. Saint Paul, MN, USA. 17 June 1911. p. 2 (5th col, down from top). Retrieved Oct 12, 2013.
10. ↑  Parsons, Agnes (1996).  Hollinger, Richard (ed.). ʻAbdu'l-Bahá in America; Agnes Parsons' Diary. US: Kalimat Press. pp. 23–26, 31–34. ISBN 978-0-933770-91-1.
11. ↑  Musta, Lex (25 March 2009). "Get on the Bus for a Spiritual Journey through DC and Baha'i History". The News. Bahai Faith, Washington DC. Archived from the original on 17 May 2012. Retrieved 27 March 2010.
12. ↑  Morrison, Gayle (1982). To move the world: Louis G. Gregory and the advancement of racial unity in America. Wilmette, Ill: Baháʼí Publishing Trust. ISBN 0-87743-188-4.
13. ↑  Dr. Ward, Allan L. (1979). 239 Days; ʻAbdu'-Bahá's Journey in America. US Baháʼí Publishing Trust. pp. 40–41. ISBN 978-0-87743-129-9.
14. ↑  "Bahai Leader May Address Bethel Literary". Washington Bee. 30 March 1912. pp. 2, 4th column. Archived from the original on 3 February 2014. Retrieved 29 March 2010.
15. ↑  Morrison, Gayle (1982). To move the world: Louis G. Gregory and the advancement of racial unity in America. Wilmette, Ill: Baháʼí Publishing Trust. ISBN 0-87743-188-4.
16. ↑  ʻAbdu'l-Bahá (4 June 1912).  Du Bois, W. E. Burghardt; MacLean, M. D. (eds.). "The Brotherbood of Man". The Crisis; A Record of the Darker Races. National Association for the Advancement of Colored People. 04 (2): 49–52. Retrieved 4 February 2010.
17. ↑  Morrison, Gayle (1982). To move the world: Louis G. Gregory and the advancement of racial unity in America. Wilmette, Ill: Baháʼí Publishing Trust. ISBN 0-87743-188-4.
18. ↑  "The Bahai Movement". The Dallas Express. Denton, TX, USA. January 3, 1920. p. 9 (3rd col, down from top). Retrieved October 12, 2013.
19. ↑  Venters, Louis E. , the III (2010). Most great reconstruction: The Baha'i faith in Jim Crow South Carolina, 1898-1965 (Thesis). Colleges of Arts and Sciences University of South Carolina. ISBN 978-1-243-74175-2. UMI Number: 3402846.
20. ↑  Venters, Louis E. , the III (2010). Most great reconstruction: The Baha'i faith in Jim Crow South Carolina, 1898-1965 (Thesis). Colleges of Arts and Sciences University of South Carolina. ISBN 978-1-243-74175-2. UMI Number: 3402846.